# آلکساندر گریگوریان (نقاش)
آلکساندر هُواکیمی گریگوریان (ارمنی: Ալեքսանդր Հովակիմի Գրիգորյան؛ زاده ۸ اکتبر ۱۹۲۷ - درگذشته ۳۱ اکتبر ۲۰۰۸) نقاش اهل ارمنستان بود.

## زندگی‌نامه
وی در ۸ اکتبر ۱۹۲۷ در لنیناکان به دنیا آمد و از کالج دولتی هنرهای زیبای پانوس ترلمزیان، آکادمی امپریال هنر، انستیتو دولتی هنری و نمایشی ایروان فارغ‌التحصیل گشت. وی عضو اتحادیه نقاشان ارمنستان بود. وی همچنین برنده جوایزی همچون نقاش شایسته ارمنستان شوروی شد. وی در ۳۱ اکتبر ۲۰۰۸  در سن ۸۱ سالگی در ایروان درگذشت.